# Zvjezdane staze 8: Prvi kontakt
Zvjezdane staze: Prvi kontakt (eng. Star Trek: First Contact), američki znanstveno-fantastični film, osmi iz istoimenog serijala, snimljenog 1996. godine, u režiji Jonathana Frakesa.

## Radnja
Zemlji prijeti invazija Borga. Zapovjednik Enterprise-E Jean-Luca Picarda dobiva zadatak patroliranja Neutralne Zone.

## Glumci
- Patrick Stewart – kapetan Jean-Luc Picard
- Jonathan Frakes – kapetan fregate William Riker
- Brent Spiner – natporučnik Data
- LeVar Burton – natporučnik Geordi La Forge
- Michael Dorn – natporučnik Worf
- Gates McFadden – dr. Beverly Crusher
- Marina Sirtis – savjetnica Deanna Troi
- Alfre Woodard – Lily Sloane
- James Cromwell – dr. Zefram Cochrane
- Alice Krige – borgovska matica[1]

## Reakcije

### Nagrade
- 1997. Nagrada Saturn za najbolju kostimografiju
- 1997. Nagrada saturn za najboljeg sporednog glumca - Brent Spiner
- 1997. Nagrada Saturn za najbolju sporednu glumicu - Alice Krige
- 1997. BMI Film Music nagrada - Jerry Goldsmith

### Nominacije
- 1997. Nominacija za Oscara za najbolju šminku
- 1997. Nominacija za Blockbuster nagradu za najdražeg glavnog glumca (SF) - Patrick Stewart
- 1997. Nominacija za Blockbuster nagradu za najdražeg sporednog glumca (SF) - Jonathan Frakes
- 1997. Nominacija za Zlatni Satelit za vizualne efekte
- 1997. Nominacija za nagradu Hugo za najbolju dramu
- 1997. Nominacija za Image nagradu za najbolju sporednu glumicu u igranom filmu - Alfre Woodard[2]

## Vanjske poveznice
- Službena stranica franšize Zvjezdane staze[neaktivna poveznica]
- Zvjezdane staze: Prvi kontakt u internetskoj bazi filmova IMDb-a
- Zvjezdane staze: Prvi kontakt na Rotten Tomatoes
- Zvjezdane staze: Prvi kontakt na Box Office Mojo